# Хърбърт Фройденбергер
Хърбърт Дж. Фройденбергер (на английски: Herbert J. Freudenberger) е американски психолог. Той е един от първите, които описват симптомите на професионалното изтощение и правят обширно изследване на бърнаута.
През 1980 г. той публикува книга, в която се описва темата за бърнаута. Тази книга става източник за всички, които се интересуват от този феномен.